# Nonsuch
Pour les articles homonymes, voir Nonsuch (homonymie).
Albums de XTC
Oranges and Lemons
(1989) Apple Venus Volume 1
(1999)
Singles
1. The Disappointed
Sortie : mars 1992
2. The Ballad of Peter Pumpkinhead
Sortie : mai 1992
3. Wrapped in Grey
Sortie : septembre 1992

Nonsuch est le dixième album du groupe XTC, sorti en avril 1992.
Le titre et la pochette de l'album font référence au palais de Sans-Pareil (Nonsuch Palace en anglais).
L'album a bénéficié, en 2013, d'un remixage stéréo et 5.1 par Steven Wilson, et d'une réédition en CD, vinyle, DVD-A et Blu-ray sur le label d'Andy Partridge, Ape Records.

## Titres
Toutes les chansons sont d'Andy Partridge, sauf mention contraire.
1. The Ballad of Peter Pumpkinhead – 5:02
2. My Bird Performs (Colin Moulding) – 3:51
3. Dear Madam Barnum – 2:48
4. Humble Daisy – 3:36
5. The Smartest Monkeys (Moulding) – 4:18
6. The Disappointed – 3:23
7. Holly Up on Poppy – 3:04
8. Crocodile – 3:56
9. Rook – 3:47
10. Omnibus – 3:20
11. That Wave – 3:34
12. Then She Appeared – 3:51
13. War Dance (Moulding) – 3:22
14. Wrapped in Grey – 3:46
15. The Ugly Underneath – 3:50
16. Bungalow (Moulding) – 2:49
17. Books Are Burning – 4:52

## Musiciens
- Andy Partridge : guitares, harmonica, percussions, arrangements, chant
- Colin Moulding : basse, guitares, arrangements, chant
- Dave Gregory : guitares, claviers, arrangements, chant

Avec :
- Dave Mattacks : batterie, percussions
- Gus Dudgeon : percussions, chœurs
- Guy Barker : bugle, trompette
- Florence Lovegrove : alto
- Rose Hull : violoncelle
- Stuart Gordon : violon
- Gina Griffin : violon
- Neville Farmer : chœurs

## Critiques
La pop-rock exigeante du groupe britannique propose dans cet album un regard plus sombre et politique que dans le reste de sa discographie, ce qui a pu surprendre une partie du public et de la presse au moment de sa sortie. Néanmoins, l'album compte aujourd'hui parmi les plus populaires du groupe, notamment par la présence de riffs de guitares très identifiables, de mélodies et solos des synthétiseurs, et de nombreux chœurs et harmonies vocales qui constituent le son du groupe, particulièrement sur cet album. 
Dans l'un des podcast de sa série "The Album Years", l'album Nonsuch est considéré par Steven Wilson, membre fondateur du groupe Porcupine Tree, comme l'un des meilleurs albums du groupe, et l'un des meilleurs albums de l'année 1992 ("un très très très bon album, si ce n'est un chef-d'œuvre").